# Andreas Galdenblad
Andreas Galdenblad, tidigare Brovall, var en svensk katolsk jesuitpräst. Han var bror till Johan Galdenblad.

## Biografi
Galdenblad föddes som son till borgmästaren i Skara och inskrevs vid Uppsala universitet 1665, där han kallade sig Andreas Brovall.
Han sändes av den franske ministern i Stockholm till ett jesuitkollegium i Rom 1671, där han blev drottning Kristinas svenske sekreterare. Drottningen lät adla honom Galdenblad. Andreas Galdeblad var en ivrig förkämpe för katolicismen och lyckades vinna sina båda bröder Johan och Lars (överste i venetiansk tjänst) över till sin tro, liksom flera andra svenskar.